# Българи в Аржентина
Българите в Аржентина са между 3000 и 80 000 души , или около 0,2 % от населението на страната.

## История
Между 1920 и 1935 година в Аржентина пристигат голям брой българи в търсене на по-добър живот за своите семейства, привлечени от едно голяма пропаганда, в която им се обещава работа, земя и средства, за да започнат дейността си в земеделието. Но на прага на Новия свят се сблъскват със суровата действителност, налага се да оцеляват в условия, коренно различни от обещаните, без пари, без работа и без да познават езика на тази страна. Някой решават да се завърнат в България с празни ръце, други обаче успяват в кратък срок да се приобщят.
Първата голяма заселническа вълна е през юни 1914 година, където при преброяването в страната са 3312 души. През 1927 година, броят на българите е над 12 000 души, чийто брой нараства още повече по време и след приключването на Втората световна война. Само за следващите 12 години в Аржентина са се заселили още около 15 000 българи.
Българските имигранти, стигнали до пристанището на Буенос Айрес, се разделят на три големи миграционни потока: единият се насочва към провинция Чако, другият към географската област Патагония (основно в град Комодоро Ривадавия), и третият в град Берисо.
В Чако формират колонии, в които се посвещават в отглеждането на памук. За тази цел предварително трябвало да разчистят терена от плевелите и бурените, тъй като горите в региона били почти непроходими. В Чако се заселват над 300 фамилии. Броят на българите в периода 1930 – 1940 година е бил 3500 – 4500 души.
Имигрантите настанили се в Комодоро Ривадавия, работят в нефтените находища (вече закрити), в една текстилна фабрика, както и в YPF (смятана за най-голяма петролна рафинерия в Южна Америка). Тези компании, базирани в Комодоро Ривадавия, дават препитание на над двадесет хиляди души. Семействата живеят в малки жилища (апартаменти), които обикновено споделят с други сънародници. Заплатите в тези индустрии като цяло са ниски, тъй като трудът в тях не се счита за „специализиран“. Независимо от това, дори и в тези трудни условия, българите съумяват да пестят и по този начин да си построят собствен дом, или да подпомагат финансово близките си, останали в България. Други успяват да вземат семействата си, които били оставили в далечната си родина.
Смята се че българите, пристигнали в Берисо наброяват около петстотин семейства. Въпреки в неблагоприятните условия в които живеели, се събирали заедно, за да поддържат спомените за родината си живи. През 30-те години на 20 век в Берисо са съществували три организации, основани от български емигранти – Македонско-български клуб, Дружество „Кирил и Методий“ и Дружество за взаимопомощ. През 1955 година те се обединяват и образуват Българско културно дружество „Иван Вазов“. Тази институция заемала една временна постройка, която служела като подслон, така и като място за среща на всички съотечественици. Благодарение на усилието и духа на единството между всички тях, с течение на времето успяват да изградят собствена сграда.
Подобно на Берисо, така и в Комодоро Ривадавия имат своя организация, която подслонява всички българи, обединени в дружеството „Кирил и Методий“.

## Култура
На 25 февруари 2009 година, Аржентинско-българската фондация (ФАБ) в Буенос Айрес поставя възпоменателна плоча на Васил Левски, за да отбележи 100-годишнината от обявяването на независимостта на България.

### Организации
В сайта на ДАБЧ на България се посочва, че в Аржентина има следните организации::
- Аржентино-българска фондация - Буенос Айрес. Създадена през 1985 година. Събира потомци на преселили се в Аржентина през 20 век българи. Отбелязват български празници и традиции. Провеждат съвместни чествания на български празници заедно с организацията в Берисо. Създаден е информационен сайт.
- Българите в Аржентина - Буенос Айрес. Работи за популяризирането на българската култура и духовност в Аржентина. Създаден е информационен сайт.
- Българска общност „Васил Левски” - Лас Бреняс.
- Българска общност „Кирил и Методий” Комодоро Ривадавия - Създадено през 1989 година. Събира потомци на преселили се в Аржентина през 30-те години на 20 век българи. Отбелязват българските празници и традиции.
- Българска общност „Христо Ботев” - Роке Саенз Пеня. Събира потомци на преселили се в Аржентина главно през 20 те години на 20 век българи. Отбелязват български празници и традиции.
- Българско културно дружество „Иван Вазов” - Берисо. Създадено през 1955 година. Събира потомци на преселили се в Аржентина през първата половина на 20 век българи. Отбелязват български празници и традиции. Към организацията е учреден състав за български народни танци „Седянка”. Развиват взаимодействие с Аржентино-българската фондация в Буенос Айрес.
- Българи в Кордоба

### Електронни медии
- Интернет радио "Моята България" - Буенос Айрес
- Информационен портал на Аржентино-българската фондация в Буенос Айрес

## Личности
Знаменити личности са: 
- Антоанета Маджарова (куклено – театрална режисьорка)[6],
- Антония Шишманова (председател на Аржентинско-българска фондация),
- Флоренсио Тенев (губернатор на провинция Чако),
- Карлос Тенев (политик),
- Луис Карлос Петков Найденов (политик),
- Хорхе Кътев (художник)[7],
- Александър Цанков (български икономист, юрист и политик),
- Никола Казанджиев (български революционер),
- Михаил Йовов (български генерал),
- Бронка Гюрова-Алшех (българска художничка),
- Елиезер Алшех (художник и живописец)